# Episodi di Polizeiinspektion 1 (prima stagione)
La prima stagione della serie televisiva Polizeiinspektion 1 è stata trasmessa in anteprima in Germania dalla ARD tra il 1º settembre 1977 e il 24 dicembre 1977.
| nº | Titolo originale              | Titolo italiano | Prima TV Germania | Prima TV Italia |
| -- | ----------------------------- | --------------- | ----------------- | --------------- |
| 1  | Und keine Kopeke weniger      | inedito         | 1º settembre 1977 | inedito         |
| 2  | Polizeistunde                 | inedito         | 8 ottobre 1977    | inedito         |
| 3  | Chloroform für Zwei           | inedito         | 15 ottobre 1977   | inedito         |
| 4  | Verfolgungswahn               | inedito         | 22 ottobre 1977   | inedito         |
| 5  | Die Reportage                 | inedito         | 29 ottobre 1977   | inedito         |
| 6  | Einstein Junior               | inedito         | 5 novembre 1977   | inedito         |
| 7  | Der Vermißte                  | inedito         | 12 novembre 1977  | inedito         |
| 8  | Die Frau des Polizisten       | inedito         | 19 novembre 1977  | inedito         |
| 9  | Die Nacht mit Lasseck         | inedito         | 26 novembre 1977  | inedito         |
| 10 | Weiberleut                    | inedito         | 3 dicembre 1977   | inedito         |
| 11 | Der Zamperlfänger             | inedito         | 10 dicembre 1977  | inedito         |
| 12 | Keine besonderen Vorkommnisse | inedito         | 17 dicembre 1977  | inedito         |
| 13 | Der Föhn                      | inedito         | 24 dicembre 1977  | inedito         |